# Dactylostalix ringens
Dactylostalix ringens ist eine Orchideen-Art aus Ostasien. Es ist die einzige Art der Gattung Dactylostalix. Es sind kleine Pflanzen, die im Schatten wachsen, jedes Jahr treibt ein einzelnes Blatt aus.

## Beschreibung
Bei Dactylostalix ringens handelt es sich um ausdauernde, krautige Pflanzen. Unterirdisch bilden sie ein vier bis fünf Millimeter dünnes, behaartes Rhizom, aus dem jährlich eine neue Wurzel entspringt, diese ist behaart und wird etwa fünf bis sieben Zentimeter lang. Das Rhizom setzt sich oberirdisch als etwa vier bis fünf Zentimeter langer Spross fort, auf dem ein einzelnes, breit ovales Laubblatt sitzt. Das Blatt ist etwa fünf Zentimeter lang und ebenso breit. Das Blatt treibt im September aus und verwelkt im August des nächsten Jahres. Seitenknospen entlang des Rhizoms treiben nur sehr selten aus, meist wenn die Endknospe beschädigt wird.
Der Blütenstand erscheint seitlich neben der Blattbasis. Er wird 15 bis 20 Zentimeter hoch, ein bis zwei röhrenförmige Hochblätter umhüllen ihn, er trägt eine einzelne Blüte. Das Tragblatt ist nur drei Millimeter groß und dünn häutig. Die Blütenblätter sind bis auf die Lippe einander gleich: sie sind lanzettlich, spitz endend, hellgrün. Die Sepalen sind weit ausgebreitet, die Petalen weisen nach vorne. Die Lippe ist dreilappig und weiß. Die Seitenlappen sind nach oben geschlagen und violett gefärbt, der Mittellappen ist etwas nach unten geschlagen, mit violetter Zeichnung, der Rand ist gewellt. Die Säule ist etwa einen Zentimeter lang, seitlich breit geflügelt. Das Staubblatt steht am Ende der Säule und ist gegenüber der Säulenachse herabgebogen. Es enthält vier Pollinien, die mit rudimentären Stielchen an einer gemeinsamen Klebscheibe (Viscidium) haften. Die Kapselfrucht ist zwei Zentimeter lang, spindelförmig, oberhalb der Mitte am breitesten.
Die Chromosomenzahl beträgt 2n=42.

## Verbreitung
Dactylostalix ringens kommt in Japan auf den Inseln Hokkaidō, Honshū und Shikoku vor, auf den Kurilen-Inseln Iturup, Kunaschir und Schikotan sowie auf Sachalin. Die Standorte liegen im Unterwuchs von Nadel- oder Laubwäldern. Oft wachsen sie in Moospolstern oder wurzeln im Falllaub, meist auf nährstoffarmen und sauren, dauernd feuchten Böden. Sie sind nicht sehr konkurrenzfähig und verschwinden, wenn der Waldboden dichter bewachsen ist. Vergesellschaftet sind sie gelegentlich mit Schattenblumen (Maianthemum) und Frauenfarnen (Athyrium).

## Systematik und botanische Geschichte
Die monotypische Gattung Dactylostalix gehört zur Tribus Calypsoeae. Innerhalb dieser Gruppe ist die nächst verwandte Gattung Ephippianthus.
Die Art wurde von Reichenbach erstmals 1878 in Botanische Zeitung Band 36, Seite 74 beschrieben. Der Gattungsname setzt sich aus den griechischen Worten δάκτυλος  dactylos, „Finger“, und στάλιξ stalix, „Pfahl“, zusammen. Gelegentlich wird die Schreibweise Dactylostalyx verwendet. Der Artname ringens bedeutet „die Zähne fletschend“.
Synonyme der Art Dactylostalix ringens Rchb.f. sind Pergamena uniflora Finet, Calypso japonica Maxim. ex Kom. und Dactylostalix maculosa Miyabe & Kudô.

## Verwendung
Gelegentlich wird Dactylostalix ringens als Zierpflanze kultiviert.

## Belege
Die Informationen dieses Artikels stammen überwiegend aus:
- M. G. Vakhrameeva, I. V. Tatarenko, T. I. Varlygina, G. K. Torosyan, M. N. Zagulskii: Orchids of Russia and Adjacent Countries. A.R.G. Gantner, Ruggell 2008, ISBN 978-3-906166-61-2, S. 429–432.
- Alec M. Pridgeon, Phillip Cribb, Mark W. Chase (Hrsg.): Genera Orchidacearum. Epidendroideae (Part one). 2. Auflage. Band 4/1. Oxford University Press, New York und Oxford 2005, ISBN 0-19-850712-7, S. 101–102.

## Weiterführendes
- Liste der Orchideengattungen
- Bild: Dactylostalix ringens